# Banu Masmuda
I Banū Maṣmūda (in arabo ﺑﻨﻮ ﻣﺼﻤﻮﺩة‎?) o semplicemente Maṣmūda erano una confederazione tribale berbera dell'attuale Marocco e una delle più importanti numericamente dell'intero Maghreb, al pari dei Zanata e dei Sanhaja.  Erano composti da numerose sotto-tribù: i Barghawata, i Ghomara (Ghomaridi), gli Hintata (Hafsidi), i Tin Malel, gli Hergha, i Genfisa, i Seksiwa, i Gedmiwa, gli Hezerdja, gli Urika, i Guerwan, i Bni M'tir, gli Hezmira, i Regraga, gli Haha, i Banu Maghus, i Gilawa altri ancora.

## Storia
I Maṣmūda erano insediati in gran parte nell'attuale Marocco ed erano diventati per lo più sedentari e dediti all'agricoltura. La residenza dell'élite dei Maṣmūda era Aghmat, nell'Alto Atlante. Dal X secolo le tribù berbere dei Sanhaja e degli Zanata invasero i territori dei Maṣmūda, seguiti dal XII secolo da Arabi beduini (si veda Banu Hilal).
Ibn Tumart unificò le tribù dei Maṣmūda all'inizio del XII secolo e fondò il movimento almohade, che progressivamente unificò l'intero Maghreb e al-Andalus. Dopo la caduta degli Almohadi, tuttavia, il particolarismo delle genti Maṣmūda tornò a prevalere e il risultato fu la perdita totale della loro rilevanza politica.

## Sotto-tribù
L'autore del libro Mafākhir al-Barbar (approssimativamente tradotto L'orgoglio dei Berberi), cita le sotto-tribù dei Maṣmūda come segue:
- Hhaha
- Regraga
- Urika
- Hezmira
- Gedmiwa
- Henfisa
- Hezerga
- Dukkala
- Banu Hintata (o Hentata)
- Banu Magus
- Tehlawa